# 理查德·布尔
理查德·布尔（英語：Richard Bull，1924年6月26日—2014年2月3日），是一名美国电影、戏剧和电视剧演员。他最著名的表演是《草原小屋》和《海底游记》。
2014年2月3日，他死于加州卡拉巴萨斯，享年89岁。